# Arno Bausemer

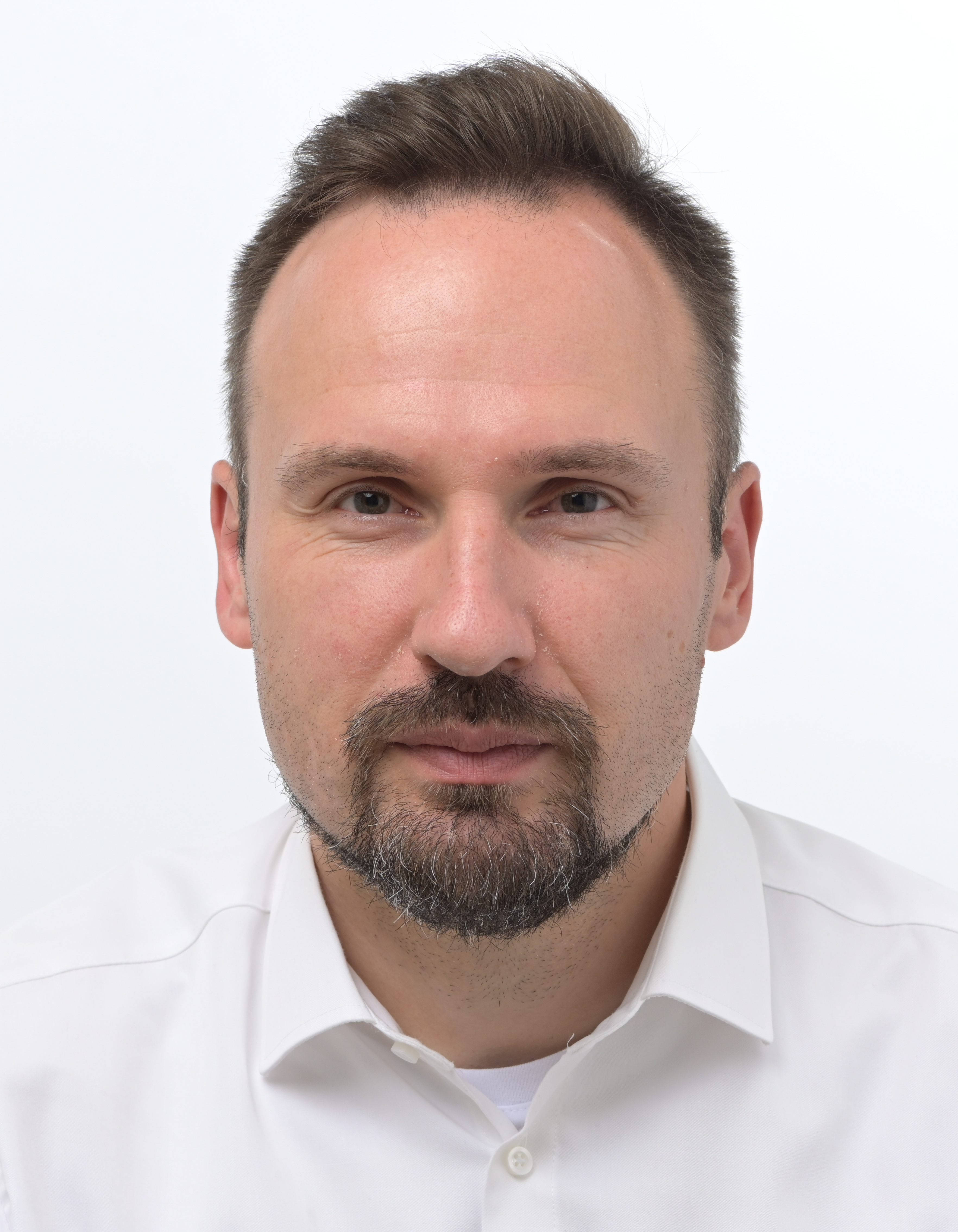
Arno Bausemer (2024)

Arno Bausemer (* 2. Dezember 1982 in Havelberg) ist ein deutscher Politiker (Alternative für Deutschland). Er ist seit 2024 Mitglied des Europäischen Parlaments.

## Leben
Bausemer stammt aus Havelberg. Ein Studium der Journalistik und Politikwissenschaft an der Universität Leipzig sowie ein journalistisches Volontariat brach er jeweils ab.
Über zehn Jahre lang war er ehrenamtlicher Richter am Verwaltungsgericht Magdeburg.

## Politik
Vor seiner politischen Karriere bei der AfD war Bausemer Mitglied der FDP Sachsen-Anhalt. Durch seinen Austritt bei den Liberalen kam er einem bereits eingeleiteten Verfahren zum Ausschluss aus der FDP zuvor.
Seit 2016 ist Bausemer Mitglied der AfD. Er wurde bei der Kommunalwahl 2019 erstmals in den Stendaler Stadtrat gewählt und ist dort seitdem Vorsitzender der AfD-Fraktion. Aus der Kommunalwahl 2024 ging die AfD erstmals als stärkste Kraft in Stendal hervor. Bausemer selbst erhielt mit 5641 Stimmen das beste Ergebnis aller Bewerber für den Stendaler Stadtrat.
Er ist zudem stellvertretender Vorsitzender des AfD-Kreisverbands Stendal und Vorsitzender des Ausschusses für Wirtschaftsförderung im Stendaler Kreistag.

## Affäre um Falschangaben im Lebenslauf
Nachdem die AfD Bausemer auf Platz 10 ihrer Bundesliste für die Europawahl 2024 aufgestellt hatte, wurde öffentlich, dass er und seine Parteikollegin Mary Khan-Hohloch bei ihren Bewerbungen übertrieben hatten, was ihre Qualifikationen und Abschlüsse betraf. So hatte Bausemer fälschlicherweise angegeben, dass er seit 2012 Geschäftsführer eines mittelständischen Landwirtschaftsbetriebes sei. Auch gab er an, dass er eine abgeschlossene Berufsausbildung beim MDR absolviert habe, was gleichfalls nicht zutrifft. Aufgrund dieser „Hochstapler-Affäre“ wurden beide für zwei Jahre für jegliche Parteiämter gesperrt. Bausemer erreichte bei der Wahl ein Mandat im Europäischen Parlament, wo er für die ESN-Fraktion Mitglied in den Ausschüssen für Binnenmarkt und Verbraucherschutz sowie für Landwirtschaft und ländliche Entwicklung ist.

## Positionen
Wichtig sei ihm, eine Aufnahme der Ukraine und der Türkei in die EU zu verhindern, so Bausemer. Sie seien große Agrarländer, eine Aufnahme würde sich negativ auf die deutsche Landwirtschaft auswirken. Weiterhin setzt er sich für den Erhalt von Verbrennermotoren ein.